# Patna (huyện)
Huyện Patna là một huyện thuộc bang Bihar, Ấn Độ. Thủ phủ huyện Patna đóng ở Patna. Huyện Patna có diện tích 3202 ki lô mét vuông. Đến thời điểm năm 2001, huyện Patna có dân số 4709851 người.